# Biserica Sfântul Mare Mucenic Gheorghe din Chișinău
Biserica Sfântul Mare Mucenic Gheorghe este un lăcaș de cult și monument de arhitectură de însemnătate națională, introdus în Registrul monumentelor de istorie și cultură din municipiul Chișinău. A fost concepută pentru comunitatea bulgară, în a căror mahala se afla, dar a fost finalizată pentru populația pământeană.
Structura spațială a bisericii, soluțiile constructive și caracterul detaliilor i-au dus la gândul pe unii cercetători, care i-au atribuit o vechime mai mare decât are în realitate.

## Istorie
Biserica este realizată sub influența schimbărilor stilistice de la cumpăna secolelor XVIII-XIX, fapt care a contribuit, pe de o parte, la menținerea unor particularități ale bisericilor autohtone, iar pe de altă parte – la modificarea aspectului lor obișnuit, adus de stilurile europene – neoclasicismul și barocul.
Construcția a fost inițiată de comunitatea bulgărească. La 2 mai s-a aprobat construcția bisericii cu hramul Sfântul Gheorghe. Târnosirea bisericii are loc la 3 noiembrie 1819.

## Descriere
Biserica este o clădire alungită, cu absida altarului circulară, racordată plastic pereților laterali, cu o turlă ridicată deasupra naosului și cu camera clopotelor înălțată deasupra pridvorului.
Spațiul central reprezintă o sală cu două perechi de lărgiri ovale, înscrise în grosimea pereților laterali sub forma absidelor laterale la tipul mixt de biserică, sau pseudotrilob al bisericilor autohtone. Originalitatea acestei soluții constă în tratarea unitară a spațiului interior, renunțându-se la obișnuita divizare în naos, pronaos, sala centrală asumând ambele funcții. Prezența compartimentelor rituale este totuși distinctă, realizată prin boltirea lor tradițională: partea centrală, ce reprezintă naosul, este supraînălțată de o turlă circulară, iar partea vestică – pronaosul – este boltit cilindric cu semicalote laterale. La baza turlei naosului se află o imitație a bolții moldovenești. Suprafața interioară a pereților este înviorată de cornișe proeminente și pilaștri, amintind panourile din bisericile occidentale.
Deasupra pridvorului, este amenajat cafasul, susținut de doi piloni masivi. În pereții groși, în partea de vest, în apropierea intrării, sunt mici orificii, probabil, pentru supravegherea situații din exterior. Ele împreună cu încăperile tăinuite sunt mărturii elocvente ale posibilei utilizări a bisericii ca loc de refugiu în caz de primejdie.
Spre deosebire de soluția cu forme plastice din interior, exteriorul are un aspect sobru, creat laconic prin folosirea detaliilor stilului clasicist – cornișe cu denticule, frontoane triunghiulare, fleșă, rotunjiri la colțurile clădirii.